# Bogdan Roman Nawroczyński
Bogdan Roman Nawroczyński (ur. 9 kwietnia 1882 w Dąbrowie Górniczej, zm. 17 stycznia 1974 w Warszawie) – pedagog i historyk pedagogiki, współtwórca polskiej pedagogiki naukowej. Brat stryjeczny adwokata i działacza oświatowego Eugeniusza Nawroczyńskiego.

## Życiorys
Syn lekarza Romana i Stanisławy (zm. 1917). W 1892 podjął naukę w gimnazjum w Kielcach, rok później kontynuował edukację w IV Gimnazjum w Warszawie. Mając 20 lat ukończył szkołę średnią, zyskując srebrny medal. Różnorodność zainteresowań spowodowała, że Nawroczyński miał trudności z wyborem dalszej drogi życiowej i kierunku studiów. Początkowo nie wyobrażał sobie pracy w charakterze nauczyciela, pociągały go jednak studia uniwersyteckie. Był rozmiłowany w literaturze polskiej i naukach filozoficznych.
Działał w Organizacji Młodzieży, inicjował wiece i manifestacje przeciw rusyfikacji szkolnictwa wyższego i średniego, był delegatem na ogólnopolski zjazd młodzieży szkół wyższych w Zakopanem w 1909. W tym samym roku zdał egzamin na nauczyciela języka polskiego i łacińskiego oraz propedeutyki filozofii, po czym udał się do Lwowa. Zaczął studia na tamtejszym Uniwersytecie pod opieką Kazimierza Twardowskiego, pod którego kierunkiem napisał pracę doktorską „Prolegomena do nauki o jasności sądów”, której promocja odbyła się w 1914 roku. Był członkiem Ligi Narodowej w latach 1910–1911, członkiem Zarządu Związku Unarodowienia Szkół, pracownikiem Rady Sekcji Oświecenia Publicznego Departamentu Wyznań Religijnych i Oświecenia Publicznego  Tymczasowej Rady Stanu, członkiem Towarzystwa Naukowego Warszawskiego.
Miał wiele zainteresowań naukowych. Odbył studia prawnicze, filozoficzne oraz zdobył wiedzę filozoficzną i socjologiczną. W latach 1925–1926 był profesorem na Uniwersytecie Poznańskim, gdzie praca naukowa Nawroczyńskiego koncentrowała się w dużej mierze na dalszych studiach nad tzw. „nowym wychowaniem”, a szczególnie nad podstawowymi zasadami szkoły pracy i różnymi odmianami tej koncepcji.
Był encyklopedystą oraz członkiem komitetu redakcyjnego „Encyklopedii Wychowawczej” .
W 1926 podjął pracę na Uniwersytecie Warszawskim i objął kierownictwo Katedry Pedagogiki oraz doprowadził do zorganizowania tam studiów pedagogicznych. Właśnie w tym okresie powstały najważniejsze dzieła pedagogiczne jego życia. 
W czasie okupacji niemieckiej był jednym z organizatorów tajnego nauczania uniwersyteckiego. 
1 października 1948 został przeniesiony na emeryturę, nie zakończył jednak działalności naukowej i organizatorskiej w dziedzinie nauki. Mianowano go dyrektorem Biura w Towarzystwie Naukowym Warszawskim oraz bibliotekarzem w Polskiej Akademii Nauk.
W 1958 powrócił do pracy dydaktycznej, zajmował się badawczo pedagogiką porównawczą, co zaowocowało nowymi dziełami. Do 1967 nadal wykładał, prowadził prace naukowo-badawcze i publikował.
Pochowany na Cmentarzu Powązkowskim (kwatera 132-4-28).

## Ordery i odznaczenia
- Krzyż Oficerski Orderu Odrodzenia Polski (19 sierpnia 1946)[7]
- Złoty Krzyż Zasługi (11 listopada 1937)[8]